# Aeronautics Defense Systems
Aeronautics Defense Systems (en hebreo: אירונאוטיקס בע"מ) (anteriormente llamada NETS Integrated Avionics Systems) es una empresa aeronáutica israelí especializada en la fabricación de vehículos aéreos no tripulados, comúnmente conocidos como drones, principalmente para usos militares y de seguridad nacional. Desde su creación en 1997, los productos de la compañía se han vendido en 15 países a varios clientes, principalmente a personal militar y empresas de seguridad.

## Administración
La sede central de la compañía se encuentra en Yavne, Israel. La administración de la empresa aeronáutica está formada por varias figuras destacadas de los sectores de la defensa, las finanzas, el gobierno y la política de Israel. El CEO de la compañía es Amos Mathan, quien anteriormente se desempeñó como CEO de Soltam Systems. El presidente del consejo de administración es Yedidia Yaari, un vicealmirante actualmente retirado, que fue comandante en jefe de la Marina de Israel entre los años 2000 y 2004, y fue también el presidente de la empresa de defensa Rafael Advanced Defense Systems, entre los años 2004 y 2015. El 2 de septiembre de 2019, la compañía fue adquirida por Rafael Advanced Defense Systems, y por el empresario israelí Avihai Stolero.

## Historia
La compañía fue fundada por Zvika Nave, Moshe Caspi y Avi Leumi en 1997 como una nueva empresa llamada NETS Integrated Avionics Systems. Desde su inicio, Aeronautics se centró en el desarrollo de sistemas aéreos no tripulados en miniatura de bajo costo, y logró destacarse tanto en el mercado israelí como en el mercado global. En el año 2000, la compañía introdujo el sistema de aviónica más pequeño del Mundo, que finalmente se convirtió en el UAV Orbiter de un kilogramo. En 2004, Aeronautics lanzó Seastar, uno de los primeros vehículos marítimos no tripulados del Mundo. En 2006, Aeronautics firmó un acuerdo de 250 millones de dólares con Nigeria, para suministrar vehículos aéreos no tripulados, y barcos no tripulados, para proteger el área del Delta del Níger, la principal reserva de petróleo del país africano. En 2007, el empresario de Internet Avi Shaked (el fundador de 888 Holdings) adquirió el 33% de las acciones de la compañía por 20 millones de dólares. En 2009, los socios de Viola Private Equity, un grupo fundado por el inversor Shlomo Dovrat, compraron 20 millones de dólares en acciones preferentes de la compañía por un valor de 200 millones de dólares. En el año 2012, Aeronautics Orbiter 2 fue seleccionado por el Ministerio de Defensa de Finlandia. La adquisición tenía como objetivo proporcionar a las Fuerzas Armadas de la nación finlandesa, nuevas capacidades de vigilancia, adquisición de objetivos y reconocimiento militar.

## Sistemas aéreos no tripulados

### Dominator UAS
El Dominator UAS es un vehículo aéreo no tripulado de gran autonomía y altitud media, y está basado en el avión Diamond DA42 Twin Star. El Dominator pesa 1.800 kilogramos, puede volar durante 24 horas y transportar una carga útil de 415 kilogramos. El Dominator hizo su primer vuelo de prueba en julio del año 2009.

### Aerostar Tactical UAS
El Aerostar Tactical UAS fue introducido en el año 2001 y ha sido utilizado desde entonces por unos 15 clientes en todo el Mundo, acumulando unas 130.000 horas operativas de vuelo, en noviembre del año 2013. El Aerostar Tactical fue uno de los primeros UAS en operar en misiones civiles como un programa de protección de plataformas petrolíferas cerca de las costas de Angola, así como en diversos programas de arrendamiento militar en Oriente Medio y en Afganistán. El Aerostar Tactical de 230 kg, puede permanecer en el aire durante 12 horas, operar a una distancia de 250 kilómetros de su base, y transportar 50 kilogramos de carga útil.

### Aeronautics Defense Orbiter

#### Orbiter 1K
El Orbiter 1K ha sido desarrollado como un UAV capaz de llevar a cabo múltiples misiones, cuenta con una capacidad secundaria como plataforma de municiones prescindible, con tiempos de vuelo mejorados. Tiene el mismo cuerpo y la misma forma de ala que los otros VANTS de la serie Orbiter, las puntas de sus alas están inclinadas hacia arriba. El avión se puede utilizar como un sistema de municiones específicas, y tiene un rastreador basado en una cámara de video, el Orbiter 1K cuenta con un paquete de comunicaciones digitales, y también puede transportar una carga útil opcional. El lanzamiento se realiza desde una catapulta, y la recuperación se lleva a cabo mediante una bolsa de aire, un paracaídas, o una red. El Orbiter 2 está basado en el modelo de producción original del Orbiter 1K. El Ejército de Azerbaiyán usa el Orbiter 1K. El país caucásico ha establecido sus propias instalaciones de producción local para el Orbiter K1. Otros ejércitos que usan el vehículo son: Finlandia, Irlanda, Perú, Polonia (incluidas las Fuerzas Especiales de la República de Polonia), Serbia, Sudáfrica y el Reino de España. La Marina de Israel, la Policía Federal Mexicana y la Real Fuerza Aérea Tailandesa, son todos operadores conocidos del Orbiter K1. El UAV también ha sido evaluado por el Reino Unido y los Estados Unidos.

#### Orbiter 2 Mini UAS
El Orbiter 2 Mini UAS es un sistema eléctrico compacto y liviano, operado por dos soldados. Se transporta y se despliega en mochilas o desde un vehículo pequeño. El Orbiter 2 es lanzado y aterriza usando un paracaídas y una bolsa de aire. Con un peso de hasta 10 kilogramos, el Orbiter 2 Mini UAS, puede volar durante cuatro horas y tiene una autonomía de vuelo de 80 kilómetros. El Orbiter 2 Mini UAS lleva una cámara de video con varios sensores, está equipado con visión diurna y nocturna, y cuenta con un puntero láser. Debido a su estructura especial y su motor eléctrico silencioso, el Orbiter tiene una firma electromagnética muy baja, por ello, es muy difícil de detectar en el campo de batalla.

#### Orbiter 3 Small Tactical UAS
El Orbiter 3 Small Tactical UAS, es un UAS de energía eléctrica, desplegado en el campo, y diseñado para llevar a cabo misiones militares y de seguridad nacional. Operado por tres personas, el Orbiter 3 es lanzado desde un vehículo, y aterriza usando un paracaídas, y una bolsa de aire. Con un peso de hasta 30 kilogramos, el Orbiter 3 puede volar durante 7 horas, hasta 100 kilómetros de distancia. El Orbiter 3 lleva una cámara de video multisensor equipada con visión nocturna y diurna, y cuenta con un puntero láser. Debido a su estructura especial y a un motor eléctrico silencioso, el Orbiter 3 tiene una baja firma electromagnética, lo que hace que sea difícil de detectar en el campo de batalla.

#### Orbiter 4
El Orbiter 4 se comercializa para llevar a cabo varias misiones, incluida la defensa y la vigilancia de las zonas económicas exclusivas (ZEE), la aplicación de la ley, la búsqueda de objetivos, y el reconocimiento aéreo para la artillería. El modelo incluye muchas de las capacidades probadas en otros modelos de UAV. El sistema tiene una aviónica más avanzada, un soporte de control de tierra, y unas comunicaciones mejoradas, totalmente integradas para llevar a cabo las aplicaciones tácticas más amplias. La envergadura del UAV alcanza los 5 metros y 40 centímetros, mientras que el misil TOW pesa unos 50 kilogramos, y la carga útil de la misión ha aumentado hasta los 12 kilogramos. El enlace de datos ofrece una línea de visión de 150 kilómetros de distancia, y el techo de servicio del vehículo alcanza los 18.000 pies de altura. El UAV tiene una resistencia de hasta 24 horas de tiempo de vuelo. Un mayor alcance y una mayor capacidad de carga útil, significa una mayor versatilidad para cubrir una gran cantidad de roles en el campo de batalla. Un equipo de tres personas en tierra se dedica a mantener y hacer funcionar este modelo.

## Otros productos

### ISTAR
El ISTAR (en inglés: Intelligence, Surveillance, Target Acquisition and Reconnaissance) es un sistema de vigilancia, inteligencia militar y reconocimiento aéreo, instalado a bordo de aviones y helicópteros.

### GISR
El GISR (en inglés: Ground Intelligence, Surveillance and Reconnaissance), es un sistema terrestre que incorpora unos avanzados sensores electro-ópticos, unos sistemas de elevación robustos y flexibles, y una interfaz de usuario intuitiva. El sistema GISR se entregó a varios clientes militares internacionales.

### Skystar
El aerostato de vigilancia Skystar ofrece a sus usuarios "un ojo en el cielo", a una altitud de 300 a 500 metros sobre el nivel del suelo. Atado al suelo, el aerostato puede permanecer en el aire durante varios días, con descansos muy breves para repostar helio, una vez cada tres días. El Skystar puede identificar a un objetivo a 20 kilómetros de distancia. El sistema fue probado en el escenario de operaciones de Afganistán. El Skystar actualmente es utilizado por más de diez clientes militares repartidos por todo el Mundo.